# Eparquía de Palai
La eparquía de Palai (en latín: Eparchia Palaiensis y en inglés: Syro-Malabar Catholic Eparchy of Palai) es una circunscripción eclesiástica de la Iglesia católica en India. Se trata de una eparquía siro-malabar, sufragánea de la archieparquía de Changanacherry. Desde el 18 de marzo de 2004 su eparca es Joseph Kallarangatt.

## Territorio y organización
La eparquía tiene 1166 km² y extiende su jurisdicción sobre los fieles católicos de siro-malabares residentes en el estado de Kerala en el tehsil de Meenachil (y en algunas villas de los tehsils confinantes) en el distrito de Kottayam.
La sede de la eparquía se encuentra en la ciudad de Palai, en donde se halla la Catedral de Santo Tomás.
En 2021 en la eparquía existían 170 parroquias.

## Historia
La eparquía fue erigida el 25 de julio de 1950 con la bula Quo Ecclesiarum del papa Pío XII, separando las foranías de Palai, Muttuchira, Kuravilangatt, Anacallu y Uamapuram del territorio de la eparquía de Changanacherry (hoy archieparquía). Originariamente era sufragánea de la archieparquía de Ernakulam (hoy archieparquía de Ernakulam-Angamaly).

(...) de apostolicae Nostrae potestatis plenitudine, a dioecesi Changanaeherensi territorium seiungimus, quinque vicariatus foraneos complectens, videlicet: Palai, Muttuchira, Kuravilangatt, Anacallu et Uamapuram; quod quidem territorium in novam erigimus et constituimus dioecesim, cui nomen erit Palaiensis, et fines iidem erunt ac limites dictorum vicariatuum; eam autem suffraganeam constituimus metropolitanae Ecclesiae Ernakulamensi eiusque pro tempore Episcopi metropolitico Archiepiscopi Ernakulamensis iuri subiicientur. Novae huius dioecesis episcopalem sedem in Palai urbe Agimus, quam proinde ad episcopalis sedis gradum evehimus; Episcopi vero cathedram in templo, Deo in honorem S. Thomae Apostoli dicata, in eadem urbe exstante, (...)

El 22 de agosto de 1956 mediante la constitución apostólica Regnum Coelorum entró a formar parte de la provincia eclesiástica de la archieparquía de Changanacherry.

## Estadísticas
Según el Anuario Pontificio 2022 la eparquía tenía a fines de 2021 un total de 334 920 fieles bautizados.
| Año                                                                             | Población            | Población | Población      | Sacerdotes | Sacerdotes    | Sacerdotes    | Bautizados por sacerdote | Diáconos permanentes | Religiosos | Religiosos | Parroquias |
| Año                                                                             | Bautizados católicos | Total     | % de católicos | Total      | Clero secular | Clero regular | Bautizados por sacerdote | Diáconos permanentes | Varones    | Mujeres    | Parroquias |
| ------------------------------------------------------------------------------- | -------------------- | --------- | -------------- | ---------- | ------------- | ------------- | ------------------------ | -------------------- | ---------- | ---------- | ---------- |
| 1969                                                                            | 250 538              | 445 026   | 56.3           | 348        | 292           | 56            | 719                      |                      | 80         | 2229       | 124        |
| 1980                                                                            | 270 670              | ?         | ?              | 388        | 309           | 79            | 697                      |                      | 100        | 2209       | 126        |
| 1990                                                                            | 286 440              | 624 875   | 45.8           | 431        | 345           | 86            | 664                      |                      | 103        | 3764       | 148        |
| 1999                                                                            | 335 000              | 668 000   | 50.1           | 482        | 355           | 127           | 695                      |                      | 317        | 4730       | 168        |
| 2000                                                                            | 335 500              | 673 000   | 49.9           | 482        | 355           | 127           | 696                      |                      | 313        | 4875       | 168        |
| 2001                                                                            | 336 000              | 674 000   | 49.9           | 487        | 360           | 127           | 689                      |                      | 312        | 4075       | 168        |
| 2002                                                                            | 338 000              | 675 000   | 50.1           | 484        | 357           | 127           | 698                      |                      | 205        | 4150       | 168        |
| 2003                                                                            | 345 982              | 683 482   | 50.6           | 481        | 351           | 130           | 719                      |                      | 140        | 4126       | 166        |
| 2004                                                                            | 346 334              | 683 945   | 50.6           | 479        | 367           | 112           | 723                      |                      | 122        | 4100       | 169        |
| 2009                                                                            | 326 747              | 695 000   | 47.0           | 518        | 387           | 131           | 630                      |                      | 144        | 3467       | 169        |
| 2013                                                                            | 346 546              | 734 000   | 47.2           | 782        | 370           | 412           | 443                      |                      | 531        | 3106       | 169        |
| 2016                                                                            | 331 368              | 764 000   | 43.4           | 814        | 385           | 429           | 407                      |                      | 577        | 3126       | 170        |
| 2019                                                                            | 334 610              | 781 600   | 42.8           | 542        | 393           | 149           | 617                      |                      | 243        | 3197       | 170        |
| 2021                                                                            | 334 920              | 798 000   | 42.0           | 534        | 385           | 149           | 627                      |                      | 232        | 3054       | 170        |
| Fuente: Catholic-Hierarchy, que a su vez toma los datos del Anuario Pontificio. |                      |           |                |            |               |               |                          |                      |            |            |            |

## Episcopologio
- Sebastian Vayalil † (25 de julio de 1950-21 de noviembre de 1986 falleció)
- Joseph Pallikaparampil (6 de febrero de 1981-18 de marzo de 2004 retirado)
- Joseph Kallarangatt, desde el 18 de marzo de 2004